# Marta Nazari-Buřivalová
Marta Nazari-Buřivalová (* 5. srpna 1939) byla česká a československá politička, po sametové revoluci poslankyně Sněmovny lidu Federálního shromáždění za HSD-SMS, později za Stranu československých podnikatelů, živnostníků a rolníků.

## Biografie
Ve volbách roku 1990 kandidovala za HSD-SMS do Sněmovny lidu (volební obvod Jihomoravský kraj). Do parlamentu nastoupila až dodatečně, v červenci 1990 poté, co rezignoval na mandát poslanec Rudolf Cejnek. Hnutí HSD-SMS na jaře 1991 prošlo rozkolem, po němž se poslanecký klub rozpadl na dvě samostatné skupiny. Marta Nazari-Buřivalová proto v květnu 1991 přestoupila do klubu Hnutí za samosprávnou demokracii - Společnost pro Moravu a Slezsko 1. V dubnu 1992 pak ještě v závěru funkčního období přešla do poslaneckého klubu za formaci Strana československých podnikatelů, živnostníků a rolníků. Ve Federálním shromáždění setrvala do voleb roku 1992.
V roce 1991 v parlamentu úspěšně navrhla přesun Nejvyššího soudu Československa do Brna, přičemž po vzniku samostatné České republiky zde setrval Nejvyšší soud České republiky.
Za Stranu československých podnikatelů, živnostníků a rolníků neúspěšně kandidovala ve volbách v roce 1992 do Sněmovny národů Federálního shromáždění.